# MESP2
MESP2 (англ. Mesoderm posterior bHLH transcription factor 2) – білок, який кодується однойменним геном, розташованим у людей на короткому плечі 15-ї хромосоми. Довжина поліпептидного ланцюга білка становить 397 амінокислот, а молекулярна маса — 41 760.
| 10         |  | 20         |  | 30         |  | 40         |  | 50         |
| ---------- |  | ---------- |  | ---------- |  | ---------- |  | ---------- |
| MAQSPPPQSL |  | LGHDHWIFAQ |  | GWGWAGHWDS |  | TSPASSSDSS |  | GSCPCDGARG |
| LPQPQPPSCS |  | SRAAEAAATT |  | PRRARTGPAG |  | GQRQSASERE |  | KLRMRTLARA |
| LHELRRFLPP |  | SLAPAGQSLT |  | KIETLRLAIR |  | YIGHLSAVLG |  | LSEESLQCRR |
| RQRGDAGSPW |  | GCPLCPDRGP |  | AEAQTQAEGQ |  | GQGQGQGQGQ |  | GQGQGQGQGQ |
| GQGQGRRPGL |  | VSAVLAEASW |  | GSPSACPGAQ |  | AAPERLGRGV |  | HDTDPWATPP |
| YCPKIQSPPY |  | SSQGTTSDAS |  | LWTPPQGCPW |  | TQSSPEPRNP |  | PVPWTAAPAT |
| LELAAVYQGL |  | SVSPEPCLSL |  | GAPSLLPHPS |  | CQRLQPQTPG |  | RCWSHSAEVV |
| PNSEDQGPGA |  | AFQLSEASPP |  | QSSGLRFSGC |  | PELWQEDLEG |  | ARLGIFY    |

A: Аланін

C: Цистеїн

D: Аспарагінова кислота

E: Глутамінова кислота

F: Фенілаланін

G: Гліцин

H: Гістидин

I: Ізолейцин

K: Лізин

L: Лейцин

M: Метіонін

N: Аспарагін

P: Пролін

Q: Глутамін

R: Аргінін

S: Серин

T: Треонін

V: Валін

W: Триптофан

Кодований геном білок за функцією належить до білків розвитку. 
Задіяний у таких біологічних процесах, як транскрипція, регуляція транскрипції. 
Білок має сайт для зв'язування з ДНК. 
Локалізований у ядрі.